# 源光基
源 光基（みなもと の みつもと）は、平安時代末期の武将。左衛門尉源光信の長男。土岐光基とも記される。

## 生涯
仁平元年（1145年）7月、高陽院に仕える下級役人と闘乱事件を起こし、翌8月に左衛門尉の任を解かれた。
この事件で光基は「刀傷」を負ったという（『本朝世紀』同年7月22日条、8月4日条）。
保元元年（1156年）7月の保元の乱においては、『尊卑分脈』に「保元乱候内裏」と記され、また叔父の光保が後白河天皇方として鳥羽殿に伺候していることなどから（『兵範記』同年7月5日条）、光基も天皇方に加わっていた可能性があるが、その動静は明確でない。
続く平治元年（1159年）12月の平治の乱では、叔父光保と共に三条殿襲撃に加わり、戦闘後の後白河上皇移送に際して源重成や源季実らと共に車を護衛した（『愚管抄』『平治物語』）。
『平治物語』の記述によれば、その後も光保と行動を共にし、所謂「六波羅合戦」では当初源義朝方として陽明門を守備したが後に官軍に寝返ったという。
国房流美濃源氏の嫡流であった光信の長子であり土岐氏の先祖にあたる人物とされるが、理由は不明ながら土岐氏の嫡宗を甥にあたる光衡を養子に迎え「相続」させたといい、実子とされる頼基の子孫は伊賀氏を称している（『尊卑分脈』）。
また、藤原秀宗室となった一女は藤原秀康、秀能の母となっている。

## 系譜
- 父：源光信
- 母：藤原佐実女
- 生母不明
  - 男子：源頼基 - 白河院蔵人。『尊卑分脈』に「為清盛公被誅」の記述。また子孫が「伊賀」を称す。
  - 男子：源光行
  - 女子：藤原秀宗室 - 藤原秀康・秀能の母。
- 養子
  - 男子：土岐光衡 - 『尊卑分脈』に「実父光長也 為光基子相続」の記述。